# World BPM - Best Pops Morning -
『World BPM - Best Pops Morning』（ワールド・ビーピーエム）は、2017年4月1日から2019年3月30日までTOKYO FMで毎週土曜日6:00-7:20、7:55-8:30に放送されていた番組である。これまでの土曜早朝時間帯枠はスポーツに特化し、行楽情報や天気予報、交通情報を盛り込んだ、スポーツ情報ワイド番組であったが、この番組では洋楽を中心に選曲し、週末の行楽情報や天気予報を伝える生情報番組。

## 概要
ここ数年YouTube再生回数が億を超える全世界的メガヒットチューンが続出の洋楽シーンであるが、当番組では時代を超えてこれからも愛され続ける楽曲を、その日の気分に合わせてパーソナリティである太田エイミーが生放送で紹介する。また、土曜朝の行楽へ向かうドライブシーンでの聴取が考えられることから、ピンポイント天気予報、交通情報も内包する。
テーマ曲はFloat 11「morning glow」

## パーソナリティ
- 太田エイミー

## 放送時間
- 毎週土曜 6:00 - 7:20，7:55 - 8:30

## タイムテーブル
（2019年1月現在）

### 6:00 - 7:20
- 6:00 オープニング
- 6:25 TOKYO FM トラフィックレポート
- 6:50 TOKYO FM トラフィックレポート
- 7:00 JOGLIS
- 7:11 TOKYO FM トラフィックレポート

### 7:55 - 8:30
- 7:57 TOKYO FM トラフィックレポート
- 8:00 Nonstop Pops